# الشرقية (عمل)

خريطة للدلتا في عهد الكور الكبرى تظهر فيها كورة الشرقية

الأعمال الشرقية هو تقسيم جُغرافي مصري ظهر في عهد الدولة الفاطمية بعد أن أعيد تقسيم كور مصر إلى وحدات إدارية أكبر عُرفت بالأعمال، وكانت قاعدتها مدينة بلبيس.

## تاريخها
كانت مصر بعد الفتح الإسلامي لمصر مُقسّمة إلى 80 كورة، ثُم أعيد تقسيمها في العصر الفاطمي إلى وحدات إدارية أكبر عُرفت بالأعمال، وكان من بينها الأعمال الشرقية التي قاعدتها بلبيس، وشملت بعض أراضي سبع كور من كور الحوف الشرقي وهي:
1. كورة عين شمس التي كانت تضم بعض مناطق شرق القاهرة الكبرى
2. كورة أتريب الواقعة اليوم ضمن حدود محافظة القليوبية
3. كورة بسطة الواقعة اليوم ضمن حدود محافظة الشرقية
4. كورة قربيط الواقعة اليوم ضمن حدود محافظة الشرقية
5. كورة طرابية التي شملت المناطق شمال الصحراء الشرقية المواجهة لشبه جزيرة سيناء، ضمن محافظة الإسماعيلية اليوم، وكانت قاعدتها فاقوس[3]
6. كورة صان وأبليل.[4]
7. كورة تمي الواقعة اليوم جنوب محافظة الدقهلية.

وعند عمل الروك الناصري، أعيد تقسيم الأعمال المصرية، فاقتُطعت مناطق من غرب وجنوب الأعمال الشرقية لإنشاء عمل جديد عُرف بأعمال القليوبية، بالإضافة إلى نقل تبعية بعض النواحي المحيطة بمدينة القاهرة إداريًا لحاكم القاهرة، وهو ما عُرف بأعمال ضواحي القاهرة.

## نواحي أعمال الشرقية

### نواحي باقية إلى اليوم

#### نواحي منذ الروك الصلاحي
عدّ ابن مماتي في كتابه قوانين الدواوين أسماء قرى أعمال الشرقية التي أحصاها الروك الصلاحي، وهي:
| المحافظة       | المركز          | القرى |
| -------------- | --------------- | --- |
| الشرقية        | أبو حماد        | خربة نما · الخيس · سفط الحنا · بانوب · اللسدتين · سنيكه · سوق الشتا · العباسة · شمنديم · مسجد قضاعة · بحطيط · بني جري · شنبارة · طنيجر · عمريط · بهشلا وبرقدا |
| الشرقية        | أبو كبير        | هربيط · بو كبير · منزل ياسين · الدهتمون · شللو · القرموص · بني عياض · سبتريس · طوخ القرموص · منية فراشة · منزل ميمون |
| الشرقية        | أولاد صقر       | تل الأراك |
| الشرقية        | الإبراهيمية     | التلال الحُمر · الطرادية · تل محمد · الطواحين بأكراش · قُطيفة من الفاقوسية · مباشر |
| الشرقية        | الحسينية        | صان · مدورة جمل · بركة السمّاق · قهبونة بني زيد |
| الشرقية        | الزقازيق        | هريا الشرقية · القينيات · البيوم · سنكلوم · معشوقة برغوت · طاهلا · الطيبة · منية جحيش · الغار · النخاس · خربة النكارية · نشاص البصل · بو ردين · هريا الغربية · بني شبل · منية الدويب · تل بني عباد · بَهْنِيَا الغنم · بيشة بني نعمان · كوم حيوين · حوض الطرفا · دويدة · الشوبك · شيبة شقارة · سفيطة · معشوقة ابن رجاء · طحلا · غزالة · تل فرسيس · دنوهيه · تل مشتول · منية بو عربي · منية بو علي · خربة زافر · نشوة |
| الشرقية        | بلبيس           | بلبيس · سلمنت · البلشون · الجوسق · المحروقة · الشغانبة · نشاص الوهيبي · بني نفا · بير عمارة · تل بو رزون · منية بالله · غيفه · قلمرى · قلها · خصوص سعادة · كياد · سفط سلمنت · سنتا · منية جابر · منية حبيب · منية حمل · منية ربيعة البيضا · منية معلا · نوبة |
| الشرقية        | ديرب نجم        | البدماصين · صافور · طحا المرج · كراديس · ديرب قليب · كوا · الصانية · العصايد · القطايع · تلال الزيّاتين · الميسة · برنكين · بهنايه · ديبيج · ديرب صافور · شبرا صورة · شنبارة منقلا · سفط زريق · صهبرا · منية فرغان · مُنا حريت |
| الشرقية        | فاقوس           | فاقوس · القصير · قنتير · المعصرة · البيروم · الحجاجية · الخطارة · الدميين · منزل نعمة · حوض الغزال · تل منذر · النمروط · الطواحين · بني عدي · لبينة · بني حوامة · السوّادة · منزل نعيم |
| الشرقية        | كفر صقر         | الأشانيط · بو شقوق · بوهة أسداس · تل الرباعي · جزيرة الصورة · منزل حاتم · تليجة · حانوت السباخ · سنجها · شيط المشرع · نجوم |
| الشرقية        | مشتول السوق     | براش · مشتول الطواحين · الغفارية · دهمشا الحمام · نبتيت |
| الشرقية        | منيا القمح      | منى القمح · دمشتير · التلين · الجُديّدة · حوض الأربعماية · الصنفين · العزيزية · العقدة · قبة دمشير · منية كرديدة · طسفة · الولجتين · بنتف · منية صفى · بني هلال · بيشة بني كليب · تلبانة زيري · سنّهوه · سنهوت · صفرا · شبرا الخيمة · شبرا مقمص · شنشلمون · شيبة قش · طهرشوب · قُطيفة من الصهرجتية · قمرونة · كرديدة · كوم حلين · ملامس · منية بشار · منية ربيعة السودا · منية سهيل · منية يزيد                      |
| الشرقية        | ههيا            | سلمون العقدي · الشبراوين · عدوة صبيح · العلاقمة · كوم نجيح · شرشيمة · منزل حيان · جزيرة مهدية |
| القليوبية      | الخانكة         | سرياقوس · القصير · حي الخنافس · سندوة |
| القليوبية      | القناطر الخيرية | سندبيس · ججهور الكرم · الخاقانية · زفتى شطنوف · بيسوس · قشيرة الأبراج · شلقان · قرنفيل |
| القليوبية      | بنها            | بنها العسل · ششموت · الرميلة · بتمدة · دمجرا · دجوه · سندنهور البحرية · شبرا لنجة · طحلا · فرسيس الصغرى · باخة · مجول · مرصفا · منية السباع · منية العطار · منية راضي · منية عاصم · نقباس |
| القليوبية      | شبين القناطر    | نوى · شيبين القصر · تل بني تميم · طحا · طحوريه · زفتى مشتول · نوب |
| القليوبية      | طوخ             | قها · طوخ مجول · ججهور السمن · كياد · حصة المعنى · دير أولاد ختيم · برشوب · بلتان · ترسا · دندنا · سنهرا · منية الفزاريين · قلقشندة · كوم النطرون · نُجطُهر · منية كنانة · نامون السدر |
| القليوبية      | قليوب           | طنان · قلما · قليوب · بلقس · سنديون · صنافير · كوم أشفين · منية طي · منية نما · ناي |
| القليوبية      | كفر شكر         | إسنيت · الزمرونية · الصفين · طروط طسفة · منشية عز الملك · برقطا · طسفه · منية الدرّاج |
| الدقهلية       | أجا             | طُنّامل · منية النشاصي · منية مصلح · منية تعلب · ذروى · صهرجت الصغرى · فيشه بنا · منية أبو الحسن · منية إشنه · منية دمسيس · منية مسعود |
| الدقهلية       | السنبلاوين      | الصرمون · السنبلاوين · أبجوج · البشنيني · البلمون · البحتلية · برقين · برهمتوش · ديو · شبراسندي · طرنيس · طنبول · طهويه البغال · طوخ الأقلام · قرقيرة · الصاني · منية غراب |
| الدقهلية       | المنصورة        | منية لوزة |
| الدقهلية       | بني عبيد        | السعيدي |
| الدقهلية       | تمي الأمديد     | تمي والمنديد · شبرا بَسْخَا · نشمرت والعميد · بو داود · البيضا · زفر · بني عبد الله |
| الدقهلية       | ميت غمر         | صهرجت الكبرى · كوم البول · نتو المعشوقة · سنفا · تتميدة · بوهة تتميدة · الحاكمية · الدبونية · القيطون · أوليلة · بشلوس · بشلا · بهيدة · تفهنه الصغرى · جسفه · دمديط · دماص · سرنجا · سنبمو · الخمارية · منية بو خالد · منية العز · منية القرشي · منية غمر وحماد · منية محسن · منية ناجيه · منية يعيش · هلا · منية مغنوج                                                                                          |
| الإسماعيلية    | التل الكبير     | وادي السدير |
| الإسماعيلية    | القصاصين        | المحمّة |
| القاهرة الكبرى | القاهرة الكبرى  | الأميرية · المطرية · بجام · بركة الحاج · خصوص عين شمس · شبرا الخيمة · منية السيرج · منية صرد · منية السيرج · عين شمس |

#### نواحي أضيفت في الروك الناصري
عند إجراء الروك الناصري سنة 715هـ/1315م، كانت بعض النواحي الجديدة قد ظهرت في حدود أعمال الشرقية. عدّ ابن الجيعان في كتابه «التحفة السنية بأعمال القرى المصرية» أسماء النواحي التي أضيفت إلى أعمال الشرقية في الروك الناصري، وهي:
| المحافظة    | المركز      | القرى |
| ----------- | ----------- | --- |
| الشرقية     | أبو حماد    | القرين · تل مفتاح                                                                                           |
| الشرقية     | أبو كبير    | لزقة · الغابة من كفور منزل ميمون · طنيجير · الغابة المجاورة لبني عياض                                       |
| الشرقية     | الإبراهيمية | السدس · شرقية مباشر                                                                                         |
| الشرقية     | الحسينية    | أم عيسى |
| الشرقية     | الزقازيق    | العسلوجي · أم الزين · أم رماد · تل مسمار · شنبارة المأمونة · ظهر البغال · كفر اللصوصي                       |
| الشرقية     | بلبيس       | الزورة · العبسي · حفنا · شبرا النخلة                                                                        |
| الشرقية     | ديرب نجم    | إكراش · الصويني · حصة بوهة أتميدة · شوبك أكراش                                                              |
| الشرقية     | فاقوس       | أشكر · سلمون · الديدمون · الصالحية · العرين · منية العز                                                     |
| الشرقية     | مشتول السوق | البتيات · الخُشة · قشا                                                                                       |
| الشرقية     | منيا القمح  | العراص · أبو العيال · حوض كفر الجديدة · المساعدة · كفر بني حبيش · المأمونة · سرو العزى · بني عبد الله سنفاس |
| الشرقية     | ههيا        | هيهيه · الزرزمون · العواسجة · فسوكه · أم حوفي                                                               |
| الدقهلية    | أجا         | إخطاب |
| الدقهلية    | السنبلاوين  | برج النور · كفر بشمس · حوض الروك                                                                            |
| الدقهلية    | ميت غمر     | المعيصرة · سنتمويه                                                                                          |
| الإسماعيلية | التل الكبير | الظاهرية |

#### نواحي أزيلت في الروك الناصري
كان من نواتج الروك الناصري اقتطاع عدد من نواحي أعمال الشرقية، وإضافتها إلى أعمال القليوبية وضواحي القاهرة حديثي الإنشاء وقتئذ. وقد عدّ ابن الجيعان تلك النواحي، وهي:
| المحافظة       | المركز          | القرى |
| -------------- | --------------- | --- |
| القليوبية      | الخانكة         | سرياقوس · القصير · حي الخنافس · سندوة |
| القليوبية      | القناطر الخيرية | سندبيس · ججهور الكرم · الخاقانية · زفتى شطنوف · بيسوس · قشيرة الأبراج · شلقان · قرنفيل                                                                                       |
| القليوبية      | بنها            | دجوه · باخة · مجول · مرصفا · منية عاصم |
| القليوبية      | شبين القناطر    | نوى · شيبين القصر · تل بني تميم · طحا |
| القليوبية      | طوخ             | قها · طوخ مجول · ججهور السمن · كياد · حصة المعنى · دير أولاد ختيم · برشوب · ترسا · دندنا · سنهرا · منية الفزاريين · قلقشندة · كوم النطرون · نُجطُهر · منية كنانة · نامون السدر |
| القليوبية      | قليوب           | طنان · قلما · قليوب · بلقس · سنديون · صنافير · كوم أشفين · منية طي · منية نما · ناي                                                                                          |
| القاهرة الكبرى | القاهرة الكبرى  | الأميرية · المطرية · بجام · بركة الحاج · خصوص عين شمس · شبرا الخيمة · منية السيرج · منية صرد · منية السيرج · عين شمس                                                         |

### نواحي اندثرت

#### نواحي اندثرت مُحدّدة الموقع
| القرية                     | ملاحظات |
| -------------------------- | --- |
| أبرد ودلب الأحمر والبشاشية | ذكرها ابن الجيعان في أعمال الشرقية، وأرضها اليوم تابعة لناحية المناجاة الكبرى. |
| أبو عكيم                   | ذكرها ابن الجيعان في أعمال الشرقية، وأرضها اليوم تابعة لناحية قصاصين الشرق. |
| أبو قيح                    | ذكرها ابن مماتي باسم «بو قيح»، وابن الجيعان باسم «أبو قيح» في أعمال الشرقية، ومحلها اليوم «حوض أبو قيح» التابع لناحية سماكين الغرب. |
| أرس ومصطله                 | ذكرها ابن الجيعان في أعمال الشرقية، وأرضها اليوم تابعة لناحية المناجاة الكبرى. |
| الأنعام                    | ذكرها ابن الجيعان في أعمال الشرقية، وأرضها اليوم تابعة لناحية بردين. |
| البجاع                     | ذكرها ابن الجيعان في أعمال الشرقية، وأرضها اليوم تابعة لناحية تلراك. |
| البدريين                   | ذكرها ابن مماتي في أعمال الشرقية، وقال هي من كفور طنايا، وأرضها اليوم بالقرب من ناحية السعديين. |
| البقّار                     | ذكرها ابن مماتي وابن الجيعان في أعمال الشرقية، وأرضها اليوم تابعة لناحية «منية المكرم» التي أصبحت قسم من مدينة فاقوس. |
| الحرارجة                   | ذكرها ابن الجيعان في أعمال الشرقية، وكانت بالقرب من قري بني جري. |
| الخربة                     | ذكرها ابن مماتي في أعمال الشرقية، وكانت بالقرب من ناحية العزيزية. |
| الخرشية                    | ذكرها ابن مماتي وابن الجيعان في أعمال الشرقية، ومحلها اليوم «حوض خراشية الجبانة» التابع لناحية الجوسق. |
| الرّاضة                     | ذكرها ابن مماتي في أعمال الشرقية، وقال هي من توابع سنتا، كما ذكرها ابن الجيعان في أعمال الشرقية، ومحلها اليوم «حوض البحيرة والراضة» التابع لناحية السعادات. |
| السويسه بالفاقوسية         | ذكرها ابن الجيعان في أعمال الشرقية، وقال هي من نواحي الجسر، ومحلها اليوم «حوض السويسه والعجمي» التابع لناحية الطرادية. |
| الطنينات                   | ذكرها ابن الجيعان في أعمال الشرقية، ومحلها اليوم «حوض الطنانية» التابع لناحية صفط زريق. |
| العزيزية بقسورية           | ذكرها ابن الجيعان في أعمال الشرقية، وأرضها اليوم تابعة لناحية الكفر القديم. |
| القُصيعة                    | ذكرها ابن الجيعان في أعمال الشرقية، وأرضها اليوم تابعة لناحية بني صريد. |
| القضابي                    | ذكرها ابن الجيعان في أعمال الشرقية، وأرضها اليوم تابعة لناحية حوض نجيح. |
| المحروقة                   | ذكرها ابن الجيعان في أعمال الشرقية، وقال هي من توابع بير عمارة، وأرضها اليوم تابعة لناحية النمروط. |
| المحفر                     | ذكرها ابن مماتي وابن الجيعان في أعمال الشرقية، ومحلها اليوم «حوض الجبل والتل والمحفر» التابع لناحية الديدامون. |
| أم القعدان                 | ذكرها ابن الجيعان في أعمال الشرقية، ومحلها اليوم «عزبة القواعدة» التابعة لناحية الصالحية القديمة. |
| أم عامر                    | ذكرها ابن الجيعان في أعمال الشرقية، ومحلها اليوم «حوض الركن وأم عامر» التابع لناحية سنجها. |
| أم عفن                     | ذكرها ابن الجيعان في أعمال الشرقية، وأرضها اليوم تابعة لناحية المناجاة الكبرى. |
| بركة الضبع                 | ذكرها ابن الجيعان في عمال الشرقية، وقال هي من كفور شنشلمون، وأرضها اليوم تابعة لناحية شلشلمون. |
| بسطة                       | مدينة مصرية قديمة اسمها الأصلي (بالإنجليزية: Boubast)‏، وبعد دخول الإسلام مصر، صارت بسطة قاعدة لإحدى الكُور، ذكرها ابن مماتي في أعمال الشرقية، ومحلها اليوم تل بسطة بالقرب من مدينة الزقازيق. |
| بقاس                       | ذكرها ابن مماتي في أعمال الشرقية، وقال هي من كفور العلاقمة. |
| بني عصر                    | ذكرها ابن مماتي وابن الجيعان في أعمال الشرقية، ومحلها اليوم «حوض الشوكة وأبو عصر» التابع لناحية أبو كبير. |
| بني خُتيم                   | ذكرها ابن مماتي وابن الجيعان في أعمال الشرقية، ومحلها اليوم «حوض الفلاحة» التابع لناحية الفدادنة. |
| بني عُميرة                  | ذكرها ابن مماتي في أعمال الشرقية، وقال هي من كفور العلاقمة. |
| بني وايل                   | ذكرها ابن مماتي في أعمال الشرقية، وقال هي من كفور العلاقمة. |
| تل الضبع                   | ذكرها ابن الجيعان في أعمال الشرقية، وأرضها اليوم تابعة لناحية الديدامون. |
| تل عزّون                    | ذكرها ابن مماتي وابن الجيعان في أعمال الشرقية، ومحلها اليوم «حوض عزون» التابع لناحية القنايات. |
| تليلات الذهب               | ذكرها ابن مماتي باسم «تليلات الذهب» وابن الجيعان باسم «تل الذهب» في أعمال الشرقية، وأرضها اليوم تابعة لناحية أبو حماد. |
| جُرجير                      | قرية مصرية قديمة، ذكرها ابن خرداذبة في الطريق بين مصر والشام، كما ذكرها ابن مماتي في أعمال الشرقية، وأرضها اليوم بالقرب من ناحية منشية أبو عامر. |
| جميزة الغزلانية            | ذكرها ابن الجيعان في أعمال الشرقية، وأرضها اليوم تابعة لناحية قصاصين الشرق. |
| جُمُنُّش                       | ذكرها ابن مماتي وابن الجيعان في أعمال الشرقية، وأرضها اليوم تابعة لناحية الجواشنة. |
| حدراجه                     | ذكرها ابن مماتي في أعمال الشرقية، ومحلها اليوم «حوض حدراجه» التابع لناحية العلاقمة. |
| حوض الثعلب                 | ذكرها ابن مماتي في أعمال الشرقية، وأرضها اليوم تابعة لناحية الجعفرية. |
| حوض عزاز                   | ذكرها ابن مماتي في أعمال الشرقية، ومحلها اليوم «حوض عزازه» التابع لناحية المهدية. |
| خربة الأثل                 | ذكرها ابن مماتي وابن الجيعان في أعمال الشرقية، وأرضها اليوم تابعة لناحية سوادة. |
| خربة القطف                 | ذكرها ابن مماتي وابن الجيعان في أعمال الشرقية، وأرضها اليوم تابعة لناحية الروضة. |
| خفج الإبل                  | ذكرها ابن الجيعان في أعمال الشرقية، وأرضها اليوم تابعة لناحية سوادة. |
| خفج العز                   | ذكرها ابن الجيعان في أعمال الشرقية، وأرضها اليوم تابعة لناحية سوادة. |
| سنهور السباخ               | ذكرها ابن مماتي في أعمال الشرقية، وأرضها اليوم بالقرب من ناحية المناجاة الكبرى. |
| شيط بني ريده               | ذكرها ابن الجيعان في أعمال الشرقية، وأرضها اليوم تابعة لناحية شيط الهوى. |
| صباب                       | ذكرها ابن مماتي في أعمال الشرقية، ومحلها اليوم «حوض الصبابه» التابع لناحية كفر أبو جبل. |
| ضباب                       | ذكرها ابن الجيعان في أعمال الشرقية، وأرضها اليوم تابعة لناحية سنيطة الرفاعيين. |
| طرف لوح                    | ذكرها ابن مماتي باسم «طرف لوح» في أعمال الشرقية، وابن الجيعان باسم «طرف أبسوج»، وأرضها اليوم تابعة لناحية المناجاة الكبرى. |
| طفيس                       | ذكرها ابن مماتي وابن الجيعان في أعمال الشرقية، وأرضها اليوم تابعة لناحية مشتول السوق. |
| طفيس                       | ذكرها ابن الجيعان في أعمال الشرقية، وأرضها اليوم تابعة لناحية المناجاة الكبرى. |
| طناه والبستان              | ذكرها ابن الجيعان في أعمال الشرقية، وأرضها اليوم تابعة لناحية السعديين. |
| طهما                       | ذكرها ابن مماتي في أعمال الشرقية، وأرضها اليوم تابعة لناحية الإبراهيمية. |
| ظهر الجمل                  | ذكرها ابن الجيعان في أعمال الشرقية، وقال هي من كفور شلشلمون، ومحلها اليوم «حوض ظهر الجمل» التابع لناحية كفر شلشلمون. |
| ظهر بني آسن                | ذكرها ابن الجيعان في أعمال الشرقية، ومحلها اليوم «حوض الضهرية» التابع لناحية الزوامل. |
| عدادي ربعي                 | ذكرها ابن الجيعان في أعمال الشرقية، وأرضها اليوم تابعة لناحية سوادة. |
| عدوة أميمة                 | ذكرها ابن مماتي وابن الجيعان في أعمال الشرقية، وأرضها اليوم تابعة لناحية بني عامر. |
| فطيره                      | ذكرها ابن الجيعان في أعمال الشرقية، ومحلها اليوم «حوض فطيره» التابع لناحية الطويلة. |
| قبر الوايلي                | ذكرها ابن مماتي وابن الجيعان في أعمال الشرقية، وأرضها اليوم تابعة لناحية أكياد القبلية. |
| قسُوريه                     | ذكرها ابن مماتي في أعمال الشرقية، وأرضها اليوم تابعة لناحية كفر إبراهيم العايدي. |
| كوم سلمان                  | ذكرها ابن مماتي باسم «كوم سلمان» في أعمال الشرقية، وقال هي من توابع خربة نما، كما ذكرها ابن الجيعان باسم «أم الفقيه سليمان» في أعمال الشرقية، وأرضها اليوم تابعة لناحية خربتنما. |
| لبنه                       | ذكرها ابن مماتي وابن الجيعان في أعمال الشرقية، وأرضها اليوم تابعة لناحية دوار جهينة. |
| معنية                      | ذكرها ابن مماتي وابن الجيعان في أعمال الشرقية، ومحلها اليوم «حوض المعنية» التابع لناحية الهجارسة. |
| منى مرزوق                  | ذكرها ابن مماتي ضمن أعمال الشرقية، وابن الجيعان في أعمال القليوبية، ومحلها اليوم قرية كفر علي غالي. |
| منية الأملس                | ذكرها ابن مماتي باسم «منية الأملس» في أعمال الشرقية، وابن الجيعان باسم «حوض الأملس» في أعمال الشرقية، ومحلها اليوم «حوض أمليس» التابع لناحية كفر العزازي. |
| منية القط                  | ذكرها ابن الجيعان في أعمال الشرقية، وقال هي «كفر عمريط»، ومحلها اليوم «حوض المنيا» التابع لناحية عمريط. |
| منية المكرم                | ذكرها ابن الجيعان في أعمال الشرقية، وقال هي من كفور فاقوس، وهي اليوم جزء من مدينة فاقوس. |
| منية عقبة                  | ذكرها ابن مماتي في أعمال الشرقية، وقال هي من توابع معشوقة ابن رجاء. |
| منية نجاد                  | ذكرها ابن مماتي في أعمال الشرقية، وقال هي من كفور العلاقمة. |
| منية ورق                   | ذكرها ابن مماتي في أعمال الشرقية، وقال وتُعرف باسم «جزيرة حمدان»، وهي من كفور العلاقمة. |
| أتريب                      | كانت من المدن المصرية القديمة، واسمها القبطي (بالإنجليزية: Atrebi)‏، وكانت قاعدة لأحد أقسام مصر القديمة، كما كانت قاعدة لأبرشية في القرن الثامن الميلادي. ولكن مع الوقت، بدأت مساكنها في الخراب، فلم تظهر في نواحي أعمال الشرقية التي أحصاها ابن مماتي. ولكن ذكرها ابن الجيعان في أعمال الشرقية، ومع توسّع مدينة بنها، ألغيت ناحية أتريب، وضمت إلى المدينة سنة 1315هـ/1897م. |
| أشبول                      | ذكرها ابن الجيعان في أعمال الشرقية، وأرضها اليوم تابعة لناحيتي كفر علي شرف الدين وكفور عامر ورضوان. |
| الحصة                      | ذكرها ابن مماتي في أعمال الشرقية، وقال هي من توابع نُجطُهُر. |
| الخريطة                    | ذكرها ابن مماتي باسم «الخريطة» وابن الجيعان باسم «طنبو والخريطة» في أعمال الشرقية، وأرضها اليوم تابعة لناحية كفور عامر ورضوان. |
| الرملتين                   | ذكرها ابن مماتي وابن الجيعان في أعمال الشرقية، وكانت تقع في الجزيرة المقابلة لقرية الرملة. |
| الغُريرا                    | ذكرها ابن مماتي في أعمال الشرقية، ومحلها اليوم «حوض الغريري» التابع لناحية العطارة. |
| أنتوهه الحمام              | ذكرها ابن الجيعان في أعمال الشرقية، وأرضها اليوم موزعة على نواحي كفر الحمام وكفر عطا الله وكفر الشيخ إبراهيم. |
| دميدروط                    | ذكرها ابن مماتي في أعمال الشرقية، وأرضها اليوم تابعة لناحية شلقان. |
| كياد بنها                  | ذكرها ابن الجيعان في أعمال الشرقية، وقال اسمها أيضًا «كياد بتمده»، ومحلها اليوم «حوض بتمده» التابع لناحية بنها. |
| منى جعفر                   | ذكرها ابن مماتي ضمن أعمال الشرقية، وابن الجيعان في أعمال القليوبية، ومحلها اليوم قريتي السلمانية وزاوية النجار. |
| منية قيصر                  | ذكرها ابن مماتي ضمن أعمال الشرقية، وابن الجيعان في أعمال القليوبية، وقال أنها تسمى أيضًا «السنطة». وأراضيها ضمن أراضي مركز قليوب. |
| الحمرا                     | ذكرها ابن مماتي في أعمال الشرقية، وابن الجيعان في أعمال الدقهلية والمرتاحية، ومحلها اليوم «حوض الحمره» التابع لناحية السنبلاوين. |
| المبطط                     | ذكرها ابن مماتي باسم «المبطط» في أعمال المرتاحية، وابن الجيعان باسم «البطط» في أعمال الشرقية، ومحلها اليوم «حوض البطط» التابع لناحية نوب سموط. |
| المداود                    | ذكرها ابن مماتي في أعمال الشرقية، وابن الجيعان في أعمال الدقهلية والمرتاحية، ومحلها اليوم «حوض المداود» التابع لناحية المخزن. |
| بارد الصرمون               | ذكرها ابن مماتي في أعمال الشرقية، ومحلها «حوض البارد» التابع لناحية برقين. |
| بارد برقين                 | ذكرها ابن مماتي وابن الجيعان في أعمال الشرقية، وأرضها تابعة لناحية أبو قراميط. |
| خلجان العجوز               | ذكرها ابن مماتي وابن الجيعان في أعمال الشرقية، وأرضها اليوم تابعة لناحية المقاطعة. |
| دُبيده                      | ذكرها ابن مماتي وابن الجيعان في أعمال الشرقية، ومحلها اليوم «حوض زبيدة» التابع لناحية اخطاب. |
| دقدوس                      | من النواحي القديمة، واسمها الأصلي (بالإنجليزية: Takados)‏، ووصفها الإدريسي مُحرّفة باسم «قدقوس»، فقال: «قدقوس وهي قرية كبيرة جدا ذات بساتين وزروع ولها سوق نافقة وهي يوم الأربعاء»، كما ذكرها ابن مماتي في أعمال الشرقية، وابن الجيعان مُحرّفة باسم «تقدوس» في أعمال الشرقية، وهي اليوم جزء من مدينة ميت غمر.                                                                   |
| سنبويه                     | ذكرها ابن مماتي في أعمال الشرقية، اندمجت قديمًا مع ناحية ميت محسن. |
| قنان بني مالك              | ذكرها ابن مماتي وابن الجيعان في أعمال الشرقية، ومحلها اليوم «حوض القنان» التابع لناحية كفر عزام. |
| نبشو                       | ذكرها ابن مماتي في أعمال الشرقية، وابن الجيعان في أعمال الدقهلية والمرتاحية، وأرضها اليوم ضمن أراضي زفر. |
| شموط                       | ذكرها ابن مماتي في أعمال الشرقية، وأرضها اليوم تابعة لناحية القصاصين القديمة. |

#### نواحي اندثرت مجهولة الموقع
اندثرت عدد من نواحي أعمال الشرقية منها:
- أبو تبيد
- أبو ديان والبستان
- البيضا
- الحبّانية
- الحوفية البحرية
- الحوفية القبلية
- الخفوج بالفاقوسية
- الرومية
- العبي
- العرجا
- القنطورة
- القيراط والشوبك
- المعيصرة
- المليص
- المورية
- أم الرباب
- بدو
- برك بني مطرود
- بركة الزبير
- بركة واصل
- بروة أم صالح
- بهتيت
- تل البردعى
- تل الجن
- جزيرة الغُرقا
- جزيرة حكم
- حوض السنطي
- خراب مقاتل
- دمسين
- ديرب النوره
- ديرب شموط
- ذات الاسم
- ذات بقل
- زبله
- سرنا
- سفط طرابيا
- سلمون
- سلمونيه
- شبرا البيلوق
- شبرا مقس
- شتهور الكوم
- شط المشرع
- طحير
- قبالة البقر
- قبر عجاجة
- قنفاي
- كفر أم سليمان
- كوم الوحش
- منى برهمتوش
- منى سندبسط
- منى غصين
- منية البصل
- منية بركة
- منية حُمير
- منية سعادة
- منية شلقان
- منية مقلد
- منية يربوع
- منيتي المشرف والعامل
- منيتي يمان ومحرز
- نزل بني مطرود